# Langa
Langa egy község Spanyolországban, Ávila tartományban. Langa San Vicente de Arévalo, Donjimeno, Fuente el Saúz, Canales, Fuentes de Año, Villanueva del Aceral, Aldeaseca és Nava de Arévalo községekkel határos. Lakosainak száma 450 fő (2024).

## Népesség
A település népessége az utóbbi években az alábbiak szerint változott:
| Lakosok száma | 578  | 561  | 560  | 536  | 527  | 526  | 505  | 478  | 467  | 450  |
|               | 2001 | 2004 | 2006 | 2009 | 2011 | 2014 | 2016 | 2019 | 2021 | 2024 |